# Klaudija Bubalo
Klaudija Bubalo, née Klaudija Klikovac le 17 mars 1970, est une ancienne joueuse internationale croate de handball. Elle a notamment évolué à l'ASPTT Metz de 1999 à 2003.

## Palmarès

### En clubs
compétitions internationales
- finaliste de la coupe des Coupes en 1998 (avec Kras Zagreb)

compétitions nationales
- championne de France en 2000 et 2002 (avec Metz Handball)
- finaliste de la coupe de France en 2001 (avec Metz Handball)

### En équipe nationale
Jeux méditerranéens
- Médaille d'or aux Jeux méditerranéens de 1991 avec  Yougoslavie
- Médaille d'or aux Jeux méditerranéens de 1993
- Médaille d'argent aux Jeux méditerranéens de 1997

Championnat du monde
- 6e place au Championnat du monde 1997

### Distinctions individuelles
- Élue handballeuse croate de l'année en 1994
- huitième meilleure marqueuse du Championnat du monde 1997